# Dziwnówek
Dziwnówek is een dorp in de Poolse woiwodschap West-Pommeren. De plaats maakt deel uit van de gemeente Dziwnów en telt 400 inwoners.